# Марк Слен
Марк Слен (псевдоним, настоящее имя Марсель Онорэ Нельс; 30 декабря 1922, Гентбрюгге, Гент, Восточная Фландрия, Бельгия — 6 ноября 2016, Хуйларт, Фламандский Брабант, Бельгия) — фламандский автор комиксов. Он стал известен в Бельгии благодаря комиксу «Приключения Нерона и других».

## Биография

### Детство
Родился в Гентбрюгге, но спустя три месяца он переехал в Синт-Никлас. Вырос в обеспеченной семье. У него были три старших брата: Нестор, Адольф и Рожэ. Его отец был юмористом, он часто ему читал абсурдные рассказы перед сном; позднее он признавался, что отец его многому научил.
В молодости он много читал, не только такие книги, как романы Жюля Верна, Артура Конана Дойля, но и комиксы Микки Мауса и Попая.
Как Эрже и Вилли Вандерстен он также был членом Скаутского движения. По его признанию, в этой организации он научился прежде всего ответственности. Уже в молодом возрасте много рисовал. Когда ему исполнилось 14 лет, он по воскресеньям начал посещать художественную школу. Там он познакомился с творчеством художников, представлявших различные стили и эпохи, которыми он восхищался до конца жизни. Среди них, например: Питер Брейгель Старший, Иеронимус Босх, Сандро Боттичелли, Анри Мари Раймон де Тулуз-Лотрек, Поль Сезанн и т. д.

### Военное время
В 1939 году умер его отец и в семье появились материальные трудности. В том же году началась Вторая мировая война. Когда Нацисты оккупировали Бельгию, ему вместе с другими членами скаутской организации пришлось скрываться в Лиможе, где он начал работать на ферме. Однако, из-за недостатка денег, ему пришлось сделать трудный выбор: либо учиться, либо работать вГермании. Хотя это напоминает коллаборационизм, он занимался только административными делами.
Один из братьев Марка активно участвовал в Движении Сопротивления (Бельгия). Так как нацисты его искали, он прятался в замке Эртвельда в Генте. В 1944 году «Служба безопасности рейхсфюрера СС» в поисках его брата ворвались в дом, где проживал Марк. Поскольку полицейские брата не нашли, они взяли Марка и его брата в заложники. Так как оба брата ничего не сказали, нацисты привезли их в «Новую Тюрьму Гента», затем перевезли в Леопольдсбург. Он был освобожден только после того, как фашисты были вытеснены с территории Бельгии. 

## Творчество

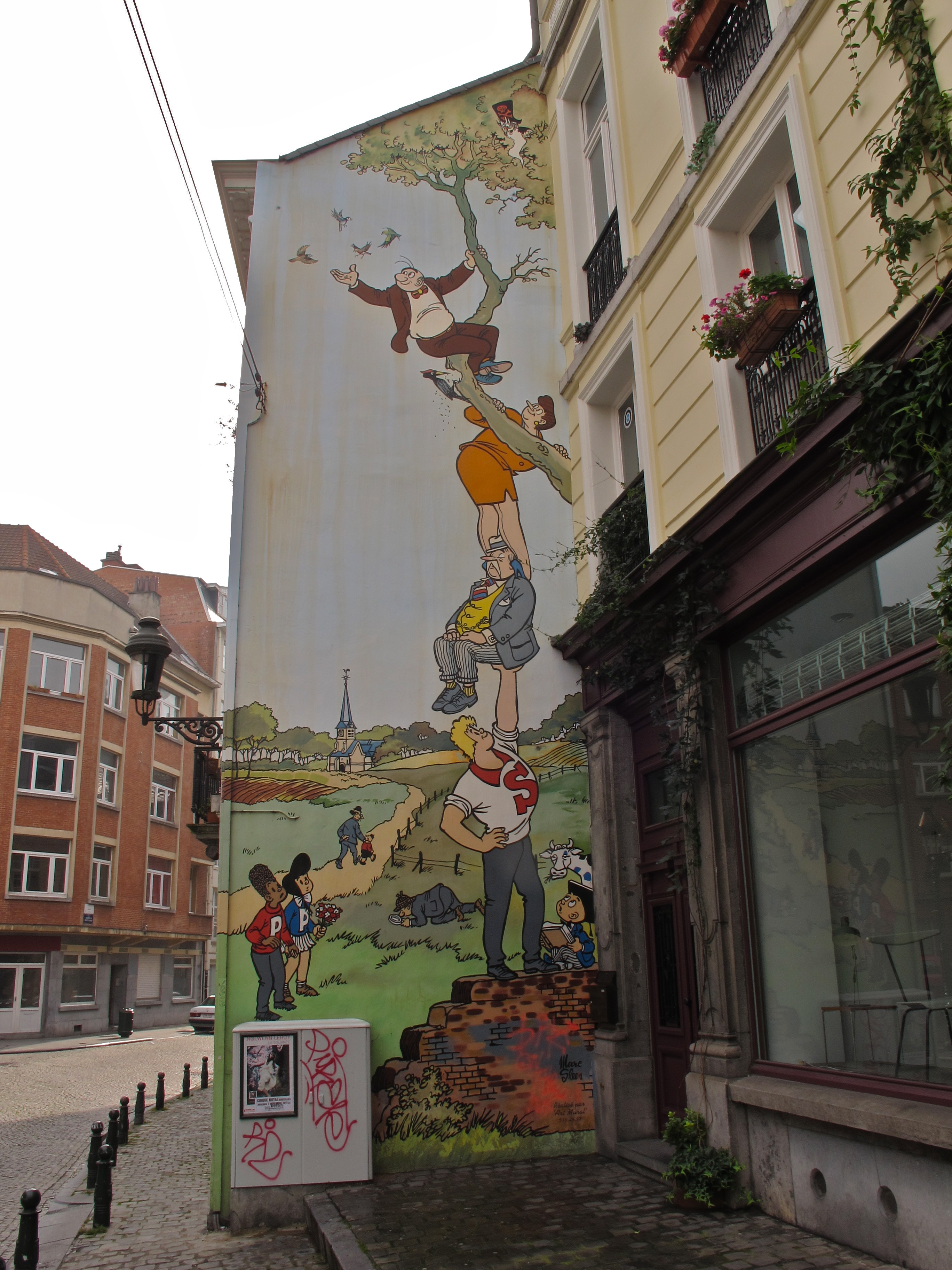
Персонажи комикса «Нерон» на стене в Брюсселе (площадь Сен-Жери)

В 1944 году он начал работать штатным автором комиксов в издательстве католической газеты «Стандарт», рисовал не только комиксы, но и иллюстрации для статей. Также работал в издательстве газеты «Наш народ», где создал комикс «Приключения носа». В 1945 «Наш народ» начал издавать «Приключения Пита Флуейна» и «Боллеке». Одним из мотивов его творческой активности в этом жанре комиксов был по успех комиксов «Суске и Виске» Вилли Вандерстена. 
В 1945 году он женился на своей первой, ещё детской любви. Когда жена в 1952 году рожала их первого ребёнка, врач, принимавший роды, хотел сделать кесарево сечение, но, к сожалению, пришлось выбирать между жизнью жены и ребёнка. Ребёнок погиб и это стало для отца одним из самых тяжелых жизненных испытаний.  
Его комиксы рассчитаны не только на детей, но и на взрослых, поскольку в них содержалась политическая сатира. По сравнению с другими бельгийскими комиксами его творчество всегда характеризовалась иронией и своеобразным анархизмом. До того как Сталларт, такой же хороший бельгийский автор комиксов, стал популярным, стиль комиксов Слена был уникальным: он редко использовал лягушачью перспективу, крупный план и т. д., что было связано и с тем, что у него было мало времени на их создание. Поэтому в его комиксах часто нарушаются принципы непрерывности.
В его творчестве можно проследить историческую эволюцию послевоенной Фландрии. В первые годы работы его политические взгляды несли отпечаток католического влияния издательства, в котором он тогда работал. Позже его работы стали менее политически ангажированы и он сожалел о своем раннем крайнем католическом подходе.
Его уникальность для фламандских комиксов состояла и в том, что он нередко использовал карикатуры: в разных сериях появлялись такие политики, как Иосиф Сталин, Иди Амин, аятолла Хомейни, Билл Клинтон, Борис Ельцин, Маргарет Тэтчер, Мобуту Сесе Секо, Саддам Хусейн, Гарри Трумэн и другие. При этом он создавал сатирические образы не только политических деятелей, но таких известных людей, как участники группы Битлы, Пабло Эскобар, Пол Ньюман, Фрэнк Заппа и даже рисовал карикатуры на самого себя.
«Нерон» — самый известный комикс Слена, он в некоторой степени более фламандский, народный и более домашний, чем «Суске и Виске». Эти комиксы считаются фламандским культурным достоянием.